# Signari d'Espanca

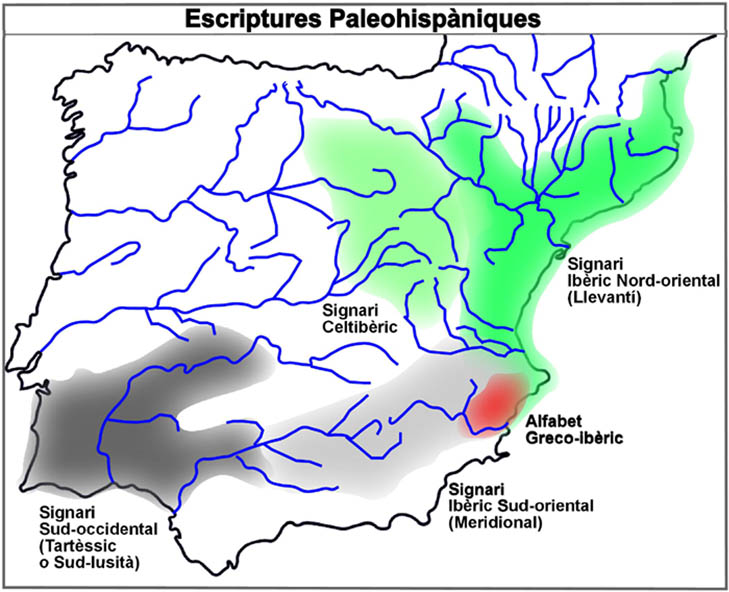
Escriptures paleohispàniques

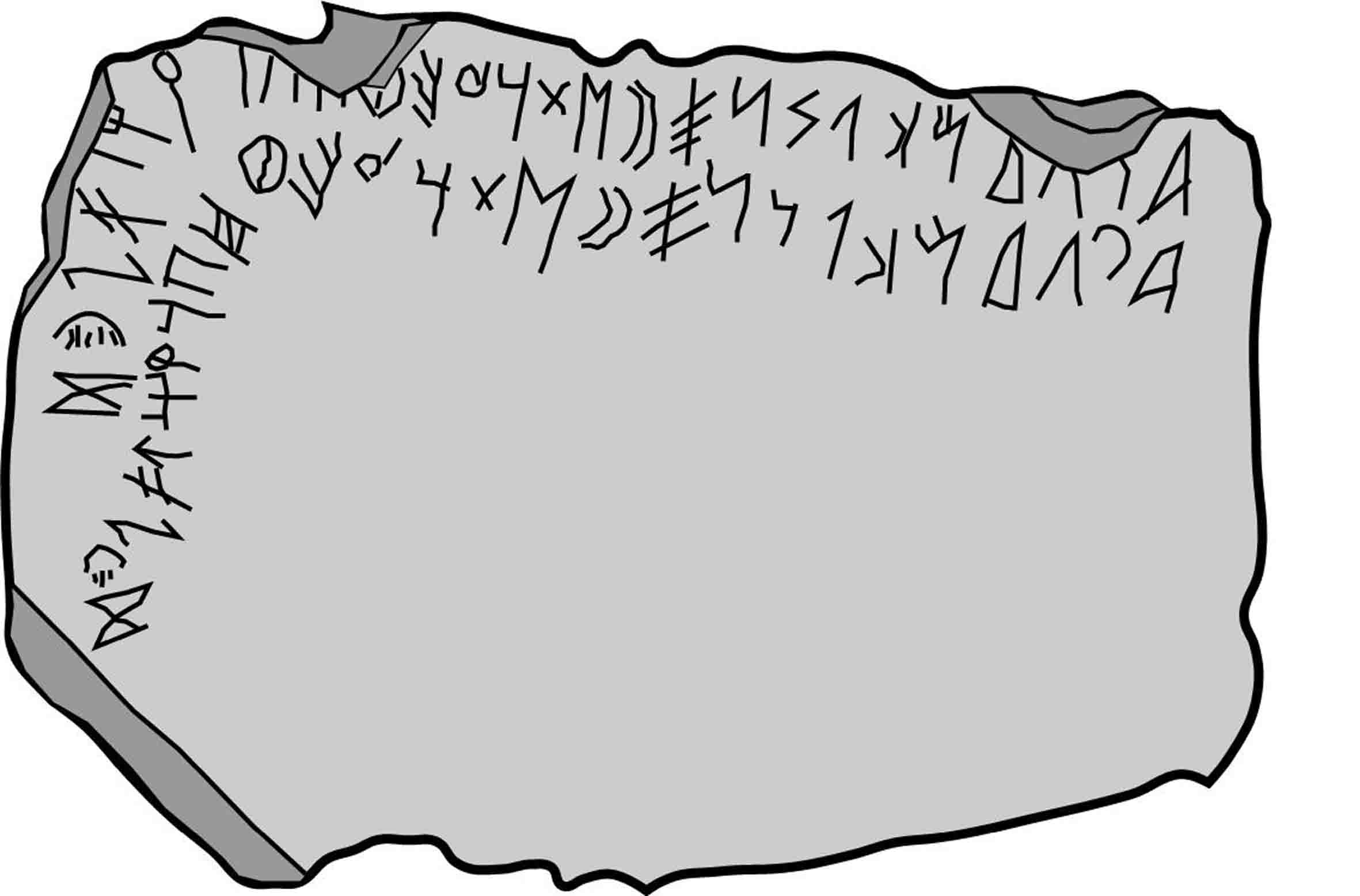
El signari d'Espanca (Castro Verde)

El signari d'Espanca (Castro Verde, Baix Alentejo, Portugal) va ser el primer signari conegut d'una escriptura paleohispànica. Està realitzat sobre una petita placa d'esquist (48 x 28 x 2 cm) que va aparèixer fora de context i, per tant, no disposa de datació arqueològica. És un signari doble que consta de 27 signes i que probablement correspon a un exercici d'aprenentatge, ja que consta de dues línies, la primera està traçada amb seguretat i probablement correspon a l'exemple traçat pel mestre, mentre que la segona, traçada amb inseguretat, sembla correspondre a l'alumne.
No coincideix exactament amb cap de les escriptures conegudes mitjançant inscripcions, encara que pertany clarament al grup meridional i que ha aparegut en la zona nuclear del signari sud-occidental. Cal destacar que els 13 primers signes conserven l'ordre relatiu corresponent a l'alfabet fenici. Sobre el seu origen no hi ha consens: per a alguns investigadors, el seu origen està directament i únicament lligat a l'alfabet fenici, mentre que per a d'altres en la seva creació també hi hauria influït l'alfabet grec.
En els darrers anys, s'han publicat quatre  signaris ibèrics nord-orientals duals: el signari del Castellet de Bernabé, en una vora de ceràmica pintada ibèrica, el signari del Tos Pelat, distribuït en dues làmines de plom, i dos signaris rupestres en roques de la Cerdanya a Ger i a Bolvir. Cadascun d'aquests signaris presenta una ordenació dels signes particular i cap d'aquestes coincideix amb la seqüència del signari d'Espanca.
Recentment, s'ha identificat com signari paleohispànic de tipus meridional una inscripció realitzada sobre una de les cares d'un ostrakon procedent del poblat de Villasviejas del Tamuja (Botija, Càceres) que repeteix set signes de la seqüència central del signari d'Espanca.